# Elephantoidea
Az Elephantoidea az emlősök (Mammalia) osztályának ormányosok (Proboscidea) rendjébe, ezen belül az elefántalakúak (Elephantiformes) alrendjébe tartozó öregcsalád.
Ebbe az öregcsaládba tartoznak a ma élő elefántfajok is.

## Rendszerezés
Az öregcsaládba az alábbi 2 fosszilis család és 1 élő család tartozik:
- †Anancidae Hay, 1922
- †Stegodontidae Osborn, 1918
- elefántfélék (Elephantidae) Gray, 1821

## Fordítás
- Ez a szócikk részben vagy egészben  az   Elephantoidea című angol Wikipédia-szócikk ezen változatának fordításán alapul.  Az eredeti cikk szerkesztőit annak laptörténete sorolja fel. Ez a jelzés csupán a megfogalmazás eredetét és a szerzői jogokat jelzi, nem szolgál a cikkben szereplő információk forrásmegjelöléseként.
- Ez a szócikk részben vagy egészben  a   Proboscidea#Classification című angol Wikipédia-szócikk ezen változatának fordításán alapul.  Az eredeti cikk szerkesztőit annak laptörténete sorolja fel. Ez a jelzés csupán a megfogalmazás eredetét és a szerzői jogokat jelzi, nem szolgál a cikkben szereplő információk forrásmegjelöléseként.